# Concistori di papa Clemente VIII

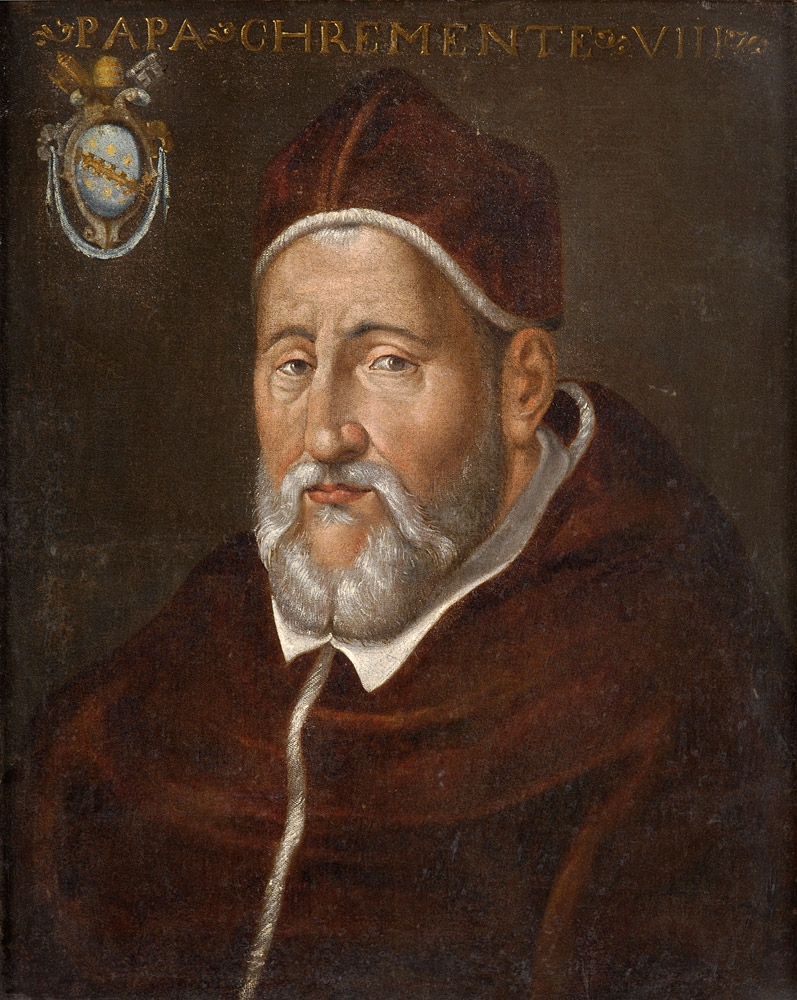
Papa Clemente VIII

Questa voce raccoglie l'elenco completo dei concistori per la creazione di nuovi cardinali presieduti da papa Clemente VIII, con l'indicazione di tutti i cardinali creati. Durante il suo pontificato, Clemente VIII ha creato 53 nuovi cardinali in 6 distinti concistori. I nomi sono posti in ordine di creazione.

## 17 settembre 1593 (I)
In questo concistoro sono stati creati 4 cardinali:
- 1. Lucio Sassi, datario apostolico, reggente della Penitenzieria Apostolica; creato cardinale presbitero dei Santi Quirico e Giulitta (+ 29 febbraio 1604)
- 2. Francisco de Toledo Herrera, S.I., predicatore apostolico, consultore della S.C. dell'Inquisizione; creato cardinale presbitero di Santa Maria in Traspontina (+ 14 settembre 1596)
- 3. Pietro Aldobrandini, nipote di Sua Santità, protonotario apostolico, prefetto di Castel Sant'Angelo; creato cardinale diacono di San Nicola in Carcere (+ 10 febbraio 1621)
- 4.Cinzio Passeri Aldobrandini, nipote di Sua Santità, referendario del Tribunale della Segnatura Apostolica di Giustizia; creato cardinale diacono di San Giorgio in Velabro (+ 1º gennaio 1610)

## 5 giugno 1596 (II)
In questo concistoro sono stati creati 16 cardinali:
- 5. Silvio Savelli, patriarca titolare di Costantinopoli dei Latini; creato cardinale presbitero di Santa Maria in Via (+ 22 gennaio 1599)
- 6. Lorenzo Priuli, patriarca di Venezia; creato cardinale presbitero di Santa Maria in Traspontina (+ 21 gennaio 1600)
- 7. Francesco Maria Tarugi, C.Orat., arcivescovo di Avignone; creato cardinale presbitero di San Bartolomeo all'Isola (+ 11 giugno 1608)
- 8. Ottavio Bandini, arcivescovo di Fermo; creato cardinale presbitero di Santa Sabina ( + 1º agosto 1629)
- 9. Francesco Cornaro, junior, vescovo emerito di Treviso, governatore di Civitavecchia; creato cardinale presbitero dei Santi Silvestro e Martino ai Monti (+ 23 aprile 1598)
- 10. Anne de Perusse d'Escars de Giury, O.S.B., vescovo di Lisieux; creato cardinale presbitero di Santa Susanna (titolo ricevuto nel giugno 1604) (+ 19 aprile 1612)
- 11. Giovanni Francesco Biandrate di San Giorgio Aldobrandini, vescovo di Acqui; creato cardinale presbitero di San Clemente (+ 16 luglio 1605)
- 12. Camillo Borghese, uditore della Camera Apostolica; creato cardinale presbitero di Sant'Eusebio; poi eletto Papa Paolo V il 16 maggio 1605 (morto nel gennaio 1621)
- 13. Cesare Baronio, C.Orat., protonotario apostolico, superiore generale della sua Congregazione; creato cardinale presbitero dei Santi Nereo e Achilleo (+ 30 giugno 1607)
- 14. Lorenzo Bianchetti, uditore della Sacra Rota Romana; creato cardinale presbitero di San Lorenzo in Panisperna (+ 12 marzo 1612)
- 15. Francisco de Ávila y Guzmán, arcidiacono capitolare della Cattedrale di Toledo; creato cardinale presbitero di San Silvestro in Capite (+ 20 gennaio 1606)
- 16. Fernando Niño de Guevara, presidente della cancelleria di Granada; creato cardinale presbitero di San Biagio dell'Anello (+ 8 gennaio 1609)
- 17. Bartolomeo Cesi, tesoriere generale della Camera Apostolica; creato cardinale diacono di Santa Maria in Portico Octaviae (+ 18 ottobre 1621)
- 18. Francesco Mantica, uditore della Sacra Rota Romana; creato cardinale diacono di Sant'Adriano al Foro (+ 30 gennaio 1614)
- 19. Pompeo Arrigoni, uditore della Sacra Rota Romana; creato cardinale diacono di Santa Maria in Aquiro (+ 4 aprile 1616)
- 20. Andrea Baroni Peretti Montalto, cugino di Papa Sisto V, protonotario apostolico; creato cardinale diacono di Santa Maria in Domnica (+ 3 agosto 1629)

## 18 dicembre 1596 (III)
In questo concistoro è stato creato 1 cardinale:
- 21. Philipp Wilhelm von Bayern, vescovo eletto di Ratisbona; creato cardinale diacono (+ 18 maggio 1598, senza essersi mai recato a Roma per ricevere la diaconia)

## 3 marzo 1599 (IV)
In questo concistoro sono stati creati 13 cardinali:
- 22. Bonifazio Bevilacqua Aldobrandini, patriarca titolare di Costantinopoli dei Latini; creato cardinale presbitero di Sant'Anastasia (+ 7 aprile 1627)
- 23. Bernardo de Rojas y Sandoval, vescovo di Jaén; creato cardinale presbitero di Sant'Anastasia (titolo ricevuto nel febbraio 1601) (+ 7 dicembre 1618)
- 24. Alfonso Visconti, vescovo di Cervia, nunzio apostolico; creato cardinale presbitero di San Giovanni a Porta Latina (+ 19 settembre 1608)
- 25. Domenico Toschi, vescovo di Tivoli, governatore di Roma; creato cardinale presbitero di San Pietro in Montorio (+ 26 marzo 1620)
- 26. Arnaud d'Ossat, vescovo di Rennes; creato cardinale presbitero di Sant'Eusebio (+ 13 marzo 1604)
- 27. Paolo Emilio Zacchia, protonotario apostolico, uditore del Tribunale della Segnatura Apostolica di Grazia; creato cardinale presbitero di San Marcello (+ 31 maggio 1605)
- 28. Franz Seraph von Dietrichstein, camerlengo di Sua Santità, canonico capitolare della Cattedrale di Olomouc; creato cardinale presbitero di San Silvestro in Capite (+ 23 settembre 1636)
- 29. Silvio Antoniano, maestro della Camera Apostolica, canonico della Basilica Vaticana; creato cardinale presbitero di San Salvatore in Lauro (+ 16 agosto 1603)
- 30. Roberto Bellarmino, S.I., consultore della S.C. dell'Inquisizione; creato cardinale presbitero di Santa Maria in Via (+ 17 settembre 1621); beatificato nel 1923, canonizzato nel 1930, proclamato Dottore della Chiesa nel 1931; la sua festa ricorre il 13 maggio
- 31. Bonviso Bonvisi, chierico della Camera Apostolica; creato cardinale diacono dei Santi Vito e Modesto (+ 1º settembre 1603)
- 32. François d'Escoubleau de Sourdis., abate commendatario di Aubrac; creato cardinale presbitero dei Santi XII Apostoli (titolo ricevuto nel dicembre 1600) (+ 8 febbraio 1628)
- 33. Alessandro d'Este, fratello di Cesare, duca di Modena, prevosto di Santa Maria della Pomposa; cardinale diacono di Sant'Adriano al Foro (diaconia ricevuta nell'aprile 1600) (+ 13 maggio 1624)
- 34. Giovanni Battista Deti, parente di Sua Santità; creato cardinale diacono di Sant'Adriano al Foro (+ 13 luglio 1630)

Nei primi mesi del 1600, Papa Clemente VIII avrebbe inviato un suo breve apostolico a Guillaume d'Avançon de Saint-Marcel, arcivescovo di Embrun, con cui gli garantiva la dignità cardinalizia; purtroppo il candidato morì nel luglio 1600, prima che il suo procuratore potesse giungere a Roma per la creazione in concistoro.

## 17 settembre 1603 (V)
In questo concistoro è stato creati 1 cardinale:
- 35. Silvestro Aldobrandini, O.S.Io.Hieros., pronipote di Sua Santità, priore del suo Ordine a Roma; creato cardinale diacono di San Cesareo in Palatio (pro illa vice) (+ 28 gennaio 1612)

## 9 giugno 1604 (VI)
In questo concistoro sono stati creati 18 cardinali:
- 36. Séraphin Olivier-Razali, patriarca titolare di Alessandria dei Latini, uditore della Sacra Rota Romana; creato cardinale presbitero di San Salvatore in Lauro (+ 10 febbraio 1609)
- 37. Domenico Ginnasi, arcivescovo di Manfredonia, nunzio apostolico in Spagna; creato cardinale presbitero di San Pancrazio fuori le mura (titolo ricevuto nel giugno 1605) (+ 12 marzo 1639)
- 38. Antonio Zapata y Cisneros, arcivescovo di Burgos; creato cardinale presbitero di San Matteo in Merulana (titolo ricevuto nel giugno 1605) (+ 27 aprile 1635)
- 39. Filippo Spinelli, arcivescovo titolare di Rodi, vescovo di Policastro; creato cardinale presbitero di San Bartolomeo all'Isola (+ 25 maggio 1616)
- 40. Carlo Conti, vescovo di Ancona, vice-legato pontificio ad Avignone; creato cardinale presbitero di San Crisogono (titolo ricevuto nel giugno 1605)  (+ 3 dicembre 1615)
- 41. Bernard Maciejowski, vescovo di Cracovia; creato cardinale presbitero di San Giovanni a Porta Latina (titolo ricevuto nel gennaio 1605) (+ 19 gennaio 1608)
- 42. Carlo Gaudenzio Madruzzo, principe-vescovo di Trento; creato cardinale presbitero di San Tommaso in Parione (titolo ricevuto nel giugno 1605) (+ 14 agosto 1629)
- 43. Jacques Davy Du Perron, vescovo di Évreux; creato cardinale presbitero di Sant'Agnese in Agone (titolo ricevuto nel gennaio 1605) (+ 5 settembre 1618)
- 44. Innocenzo Del Bufalo-Cancellieri, vescovo di Camerino, nunzio apostolico in Francia; creato cardinale presbitero di San Tommaso in Parione (+ 27 marzo 1610)
- 45. Giovanni Dolfin, vescovo di Vicenza; creato cardinale presbitero di San Matteo in Merulana (+ 25 novembre 1622)
- 46. Giacomo Sannesio, protonotario apostolico, canonico della Basilica Vaticana; creato cardinale presbitero di Santo Stefano al Monte Celio (+ 19 febbraio 1621)
- 47. Erminio Valenti, canonico della Basilica Vaticana; creato cardinale presbitero di Santa Maria in Traspontina (+ 22 agosto 1618)
- 48. Girolamo Agucchi, precettore dell'Ospedale di Santo Spirito in Sassia, protonotario apostolico; creato cardinale presbitero di San Pietro in Vincoli (+ 27 aprile 1605)
- 49. Girolamo Pamphilj, reggente della Camera Apostolica, uditore della Sacra Rota Romana; creato cardinale presbitero di San Biagio dell'Anello (+ 11 agosto 1610)
- 50. Ferdinando Taverna, referendario dei Tribunali della Segnatura Apostolica, governatore di Roma; creato cardinale presbitero di Sant'Eusebio (+ 29 agosto 1619)
- 51. Anselmo Marzato, O.F.M.Cap., teologo della S.C. del Sant'Uffizio, predicatore apostolico; creato cardinale presbitero di San Pietro in Montorio (+ 17 agosto 1607)
- 52. Giovanni Doria, nobile genovese e napoletano; creato cardinale diacono di Sant'Adriano al Foro (diaconia ricevuta nel dicembre 1605) (+ 19 novembre 1642)
- 53. Carlo Emmanuele Pio di Savoia, senior, nobile emiliano; creato cardinale diacono di San Nicola in Carcere (+ 1º giugno 1641)

## Fonti
- (EN) Salvador Miranda, Clement VIII, su fiu.edu – The Cardinals of the Holy Roman Church, Florida International University.